# Світла особистість (мультфільм)
«Світла особистість» — український анімаційний фільм 2001 року студії Укранімафільм, режисер — Олег Педан.

## Сюжет
Лірична історія закоханих лампочок, вимикачів та іншої електроарматури...

## Над фільмом працювали
- Автор сценарію і режисер: Олег Педан;
- Художник-постановник: Ігор Котков;
- Композитор: Володимир Губа;
- Кінооператор: Олександр Ніколаєнко;
- Звукооператор: Вадим Пашкевич;
- Аніматори: Олег Цуріков, Наталя Марченкова, Сергій Мельниченко, Олег Педан, Людмила Міщенко;
- Художники: Ольга Фоменко, Анатолій Радченко, Вадим Гахун;
- Асистент режисера: Людмила Скройбіж;
- Монтаж: Лідія Мокроусова;
- Редактор: Світлана Куценко;
- Директор знімальної групи: В'ячеслав Кілінський.

## Нагороди і відзнаки
- «Молодість», 2001 — Приз Міжнародної федерації кіноклубів (FICC) [2]
- «Золотий Витязь» — Бронзовий Витязь
- «Анімайовка», 2002 — Приз за найкращий експериментальний фільм[3]